# Saint-Marc-la-Lande
 Saint-Marc-la-Lande  es una población y comuna francesa, situada en la región de Poitou-Charentes, departamento de Deux-Sèvres, en el distrito de Parthenay y cantón de Mazières-en-Gâtine.

## Demografía
| 373 | 339 | 332 | 323 | 328 | 316 |
| Para los censos de 1962 a 1999 la población legal corresponde a la población sin duplicidades (Fuente: INSEE [Consultar]) |     |     |     |     |     |